# Small Island 4
Small Island 4 (puno ime Small Island Indian Reserve 4), maleni indijanski rezervat Tlowitsis Indijanaca, plemena iz grupe Kwakiutl. Nalazi se na otoku Small Island u prolazu Beware, između otoka Cracroft i Turnour, u kanadskoj provinciji Britanska Kolumbija; 50°33'59"N, 126°29'05"W.